# Cordia elaeagnoides
Cordia elaeagnoides là loài thực vật có hoa trong họ Mồ hôi. Loài này được A.DC. mô tả khoa học đầu tiên năm 1845.